# Anatol
Az Anatol görög eredetű férfinév, jelentése: napkeleti országból való. A név összefügg az Anatólia helynévvel, melynek jelentése kelet. Női párja: Anatólia

## Gyakorisága
Az 1990-es években szórványosan fordult elő, a 2000-es években nem szerepel a 100 leggyakoribb férfinév között.

## Névnapok
- július 3.[2]

## Híres Anatolok
- Anatole France francia író